# Plan de Iguala, Tamaulipas
Plan de Iguala är en ort i Mexiko.   Den ligger i kommunen Xicoténcatl och delstaten Tamaulipas, i den centrala delen av landet, 400 km norr om huvudstaden Mexico City. Plan de Iguala ligger 75 meter över havet och antalet invånare är 106.
Terrängen runt Plan de Iguala är mycket platt. Runt Plan de Iguala är det ganska glesbefolkat, med 34 invånare per kvadratkilometer. Närmaste större samhälle är Ciudad Mante, 14,5 km söder om Plan de Iguala. Trakten runt Plan de Iguala består till största delen av jordbruksmark.